# Ауґами
Ауґами (пол. Augamy, нім. Augam) — село в Польщі, у гміні Гурово-Ілавецьке Бартошицького повіту Вармінсько-Мазурського воєводства.
Населення — 94 особи (2011).
У 1975-1998 роках село належало до Ольштинського воєводства.

## Демографія
Демографічна структура станом на 31 березня 2011 року:
|          | Загалом | Допрацездатний вік | Працездатний вік | Постпрацездатний вік |
| -------- | ------- | ------------------ | ---------------- | -------------------- |
| Чоловіки | 41      | 15                 | 23               | 3                    |
| Жінки    | 53      | 10                 | 33               | 10                   |
| Разом    | 94      | 25                 | 56               | 13                   |